# Pëtr Badmaev
Peter Aleksandrovich Badmayev nato Zhamsaran (1850 – 29 luglio 1920) è stato un medico russo di etnia buriati.
Ha svolto un ruolo importante nell'introduzione della medicina tibetana nella Russia imperiale ed è stato anche attivo in politica tra la fine del XIX e l'inizio del XX secolo.

## Biografia
Badmayev proveniva da una famiglia buddista e suo fratello maggiore era Alexander Badmayev, un dottore di medicina tibetana le cui abilità impressionarono così tanto Alessandro II che lo zar gli permise di praticare a San Pietroburgo. Pietro si convertì all'Ortodossia dopo essere diventato il figlioccio di Alessandro III, studiò orientalistica e medicina. Ha servito per molti anni nel dipartimento dell'Asia del Ministero degli Affari Esteri russo. Ha poi esercitato come medico dal 1875. I membri della famiglia reale erano tra i suoi pazienti.
Il fratello maggiore di Badmayev, Sultim, aveva una farmacia a San Pietroburgo; ha invitato suo fratello minore in città dopo la sua laurea al Russian Gymnasium di Irkutsk. A San Pietroburgo, ha studiato all'Accademia Militare e alla Facoltà Orientale dell'Università di San Pietroburgo, senza diplomarsi in nessuna delle due. Si fece, invece, notare tra le classi sociali più alte della città. Sposò una donna ricca, Nadezhda Vassilyevna intorno al 1872 e fondò una clinica di grande successo. Il misticismo e la visione del mondo tibetana erano di gran moda nelle alte sfere della società russa a quel tempo, e Badmayev tradusse il Gyushi tibetano.
Nel 1873 prestò servizio come consigliere presso l'ufficio asiatico del ministero degli Esteri russo e divenne una figura ben nota nelle mani della Russia del Grande gioco. Ha fondato una casa commerciale a Čita come copertura per le spie. Ha proposto di armare i mongoli come preludio per una conquista russa della Mongolia, del Tibet e della Cina. Il suo piano non fu ben accolto dallo zar Alessandro, ma Badmayev persistette, visitando la Mongolia e il Tibet e vendendo le sue idee a varie persone di potere in Russia, ad esempio, il principe Uhtomskii.
Badmayev ha pubblicato il primo giornale stampato in mongolo, il Light in the Far East. Ha avviato una scuola alla fine del secolo. Uno dei suoi allievi è stato Gombojab Tsybikov.
Nel 1912 il monaco Iliodor si nascose in casa sua per una settimana. Uno dei suoi pazienti era Aleksandr Protopopov, l'ultimo ministro degli interni prima della caduta dei Romanov nel 1917. Secondo Feliks Jusupov, si dice che Rasputin abbia somministrato droghe allo zarevic Alessio di Russia e ai suoi genitori, fornite dallo stesso Badmayev.

## Pubblicazioni
- Badmayev, P. A., Answer to the Unfounded Assault of Members of the Medical Council Regarding Medical Science in Tibet, San Pietroburgo, 1911.
- Badmayev, P. A., The Indo-Tibetan Medicine" [Russian]. Izvestiya, Mosca, 24 March 1935.
- Badmayev, P. A., Über das System der medizinischen Wissenschaft Tibets. Aus dem Russischen übersetzt von Grigori Agalzew, S. Privatdruck, Studiengruppe für tibetische Medizin, Padma AG, Zollikon/Schweiz, 1994.
- Badmayev, Pyotr, O Sisteme Vrachebnoy Nauki Tibeta. Skoropechatiya "Nadezhda", San Pietroburgo, 1898.